# Franciela Krasucki
Franciela das Graças Krasucki (* 26. April 1988 in Valinhos) ist eine brasilianische Sprinterin, die vor allem mit der brasilianischen 4-mal-100-Meter-Staffel erfolgreich ist.

## Sportliche Laufbahn
Erste internationale Erfahrungen sammelte Franciela Krasucki bei den Jugendsüdamerikameisterschaften 2002 in Asunción, bei denen sie den fünften Platz über 200 Meter belegte. 2003 gewann sie bei den Juniorensüdamerikameisterschaften in Guayaquil die Bronzemedaillen über 100 Meter und mit der brasilianischen 4-mal-100-Meter-Staffel gewann und über 200 Meter den sechsten Platz belegte. Anschließend belegte sie bei den Jugendweltmeisterschaften im kanadischen Sherbrooke den vierten Platz über 100 Meter. Bei den Panamerikanischen Juniorenmeisterschaften in Bridgetown belegte sie Platz sieben über 100 Meter sowie Platz vier mit der brasilianischen Stafette. 2004 erfolgte die Teilnahme an den Juniorenweltmeisterschaften in Grosseto, bei denen sie über 100 und 200 Meter bis in das Halbfinale gelangte. Im Herbst gewann sie bei den Jugendsüdamerikameisterschaften in Guayaquil vier Goldmedaillen in den Kurzsprintdisziplinen sowie mit der Sprintstaffel (1000 Meter). 
2005 gewann Krasucki bei den Jugendweltmeisterschaften mit der brasilianischen Sprintstaffel und belegte über 100 Meter erneut den vierten Platz. Bei den Juniorensüdamerikameisterschaften in Rosario gewann sie die Goldmedaillen über 100 und 200 Meter sowie mit der 4-mal-100-Meter-Staffel. 2006 siegte sie auch bei den Ibero-amerikanischen Meisterschaften in Ponce über 100 Meter und mit der Staffel und qualifizierte sich erneut für die Juniorenweltmeisterschaften in Peking, bei denen sie den siebten Platz über 100 Meter belegte und über 200 Meter im Halbfinale ausschied. Zudem belegte sie mit der 4-mal-100-Meter-Staffel im Finale den vierten Platz. Zum Abschluss der Saison nahm sie an den erstmals ausgetragenen Jogos da Lusofonia in Macau teil, gewann dort die Silbermedaillen über 100 und 200 Meter und siegte mit der brasilianischen Stafette. 2007 gewann sie bei den Panamerikanischen Juniorenmeisterschaften in São Paulo die Silbermedaille mit der Staffel und schied über 200 Meter in der Vorrunde aus.
2008 nahm sie mit der brasilianischen Mannschaft als Gast an den Zentralamerika- und Karibikmeisterschaften in Cali teil und belegte dort den dritten Platz. Bei den U23-Südamerikameisterschaften in Lima siegte sie ebenfalls mit der Staffel. Zwei Jahre später nahm sie an den U23-Südamerikameisterschaften, die zugleich die Südamerikaspiele darstellten, in Medellín teil und gewann dort die Goldmedaille mit der Staffel und belegte über 100 Meter den sechsten Platz. 2011 gewann sie bei den Südamerikameisterschaften in Buenos Aires die Silbermedaille mit der brasilianischen 4-mal-100-Meter-Staffel und qualifizierte sich für die Weltmeisterschaften im südkoreanischen Daegu, bei denen sie im Finale den siebten Platz belegte. Zuvor gewann sie bei den Militärweltspielen in Rio de Janeiro die Goldmedaille mit der Staffel und belegte im Einzelbewerb den sechsten Platz. Anschließend siegte sie mit der Staffel bei den Panamerikanischen Spielen in Guadalajara.
Bei den Olympischen Spielen 2012 in London stellte sie mit der brasilianischen 4-mal-100-Meter-Stafette im Vorlauf mit 42,55 s einen Südamerikarekord auf und belegte im Finale mit 42,91 s den siebten Platz. 2013 gewann sie bei den Südamerikameisterschaften in Cartagena Silber über 100 Meter und Gold mit der brasilianischen Stafette. Bei den Weltmeisterschaften in Moskau erreichte sie über 100 Meter das Halbfinale und schied über 200 Meter im Vorlauf aus; im Finale der 4-mal-100-Meter-Staffel erreichte sie mit dem brasilianischen Quartett nicht das Ziel. 2014 qualifizierte sie sich zum ersten Mal über 60 Meter für die Hallenweltmeisterschaften im polnischen Sopot und schied dort im Halbfinale aus. Bei den Südamerikaspielen in Santiago de Chile gewann sie die Bronzemedaille über 100 Meter. Es folgte anschließend der Gewinn der Goldmedaillen über 200 Meter und mit der brasilianischen Staffel sowie die Bronzemedaille über 100 Meter bei den Ibero-amerikanischen Meisterschaften in São Paulo.
2015 nahm sie mit der Staffel erneut an den Weltmeisterschaften in Peking teil, konnte sich dort aber mit 43,15 s nicht für das Finale qualifizieren. 2016 belegte sie bei den Ibero-amerikanischen Meisterschaften in Rio de Janeiro den siebten Platz über 100 Meter und qualifizierte sich in dieser Disziplin für die Olympischen Spiele ebendort, bei denen sie aber mit 11,67 s bereits im Vorlauf ausschied. Mit der brasilianischen 4-mal-100-Meter-Staffel wurde sie ebenfalls im Vorlauf wegen des Blockierens einer anderen Läuferin disqualifiziert. 2017 siegte sie mit der brasilianischen Staffel erneut bei den Südamerikameisterschaften in Luque und belegten bei den Weltmeisterschaften in London mit 42,63 s im Finale den siebten Platz.
2013 und 2017 wurde Krasucki brasilianische Meisterin mit der 4-mal-100-Meter-Staffel ihre Vereins sowie 2013 Meisterin im 200-Meter-Lauf.

## Persönliche Bestzeiten
- 100 Meter: 11,13 s (−0,7 m/s), 6. Juni 2013 in São Paulo
  - 60 Meter (Halle): 7,19 s, 16. Februar 2014 in São Caetano do Sul
- 200 Meter: 22,76 s, 9. Juni 2013 in São Paulo